# Anatirostrum profundorum
Az Anatirostrum profundorum a sugarasúszójú halak (Actinopterygii) osztályának sügéralakúak (Perciformes) rendjébe, ezen belül a gébfélék (Gobiidae) családjába és a Benthophilinae alcsaládjába tartozó faj.
Nemének egyetlen faja.

## Előfordulása
Az Anatirostrum profundorum Ázsiában, a Kaszpi-tenger déli részén őshonos. Ennek a tónak az egyik endemikus hala.

## Megjelenése
Ez a hal legfeljebb 3,9 centiméter hosszú. Teste és feje hosszú és keskeny. Alsó ajka alatt egy bőrös bajuszszál látható. Színezete világos szürke sötét szürke pettyezettel.

## Életmódja
Mérsékelt övi gébféle, amely élőhelyének a mélyebb pontjain él. 1904. április 22.-én a N.M. Knipovich expedíció, 294 méteres mélységből fogta ki az elsőként tanulmányozott példányt. Kizárólag édesvízi halfaj.

## Neve
Az állat nem neve, Anatirostrum latin összetett szó: „anas” = réce + „rostrum” = pofa. Tehát magyarul: récepofájú.